# سرفل بيزنطي
سرفل بيزنطي (الاسم العلمي:Chaerophyllum byzantinum) هو نوع من النباتات يتبع جنس السرفل من الفصيلة الخيمية. سمي هذا النوع نسبةً إلى بيزنطة.